# 大島真寿美
大島 真寿美（おおしま ますみ、1962年9月19日 - ）は、日本の小説家。

## 略歴
愛知県名古屋市出身。愛知県立昭和高等学校を経て、南山短期大学人間関係科卒業。
高校在学中より脚本の執筆を開始。1985年より劇団「垂直分布」主宰（1992年解散）、脚本・演出を担当。
小説家へ転身し、高校在学中の講演会で卒業生の小説家・山田正紀から受けた助言に従って新人賞への応募を開始。
1992年、『春の手品師』で第74回文學界新人賞を受賞し作家デビュー。同年すばる文学賞で最終候補となった『宙（そら）の家』が初の単行本として発売。
2019年、『渦 妹背山婦女庭訓 魂結び』で第161回直木三十五賞を受賞。
いきつけの書店として名古屋市瑞穂区の七五書店を挙げている。七五書店では2012年頃から大島の作品コーナーを設置している。

## 受賞歴
太字は受賞
- 1991年『宙（そら）の家』で第15回すばる文学賞候補。
- 1992年『春の手品師』で第74回文學界新人賞を受賞。
- 1998年『ぼくらのバス』で第31回日本児童文学者協会新人賞候補。
- 2002年『羽の音』で第17回坪田譲治文学賞候補。
- 2010年『すりばちの底にあるというボタン』で第25回坪田譲治文学賞候補。
- 2010年『すりばちの底にあるというボタン』で第50回日本児童文学者協会賞候補。
- 2012年『ピエタ』で2012年本屋大賞候補[9]。
- 2015年『あなたの本当の人生は』で第152回直木三十五賞候補。
- 2019年『渦 妹背山婦女庭訓 魂結び』で第161回直木三十五賞受賞。
- 2020年『渦 妹背山婦女庭訓 魂結び』で第7回高校生直木賞受賞。
- 2021年『渦 妹背山婦女庭訓 魂結び』で第9回大阪ほんま本大賞受賞。

## 作品リスト
- 『宙（そら）の家』（1992年11月 集英社 / 2006年12月 角川文庫）
  - 宙の家（第15回すばる文学賞候補作）
  - 空気（『すばる』1992年9月号）
- 『ぼくらのバス』（1997年3月 偕成社 / 2007年5月 ピュアフル文庫）
- 『ココナッツ』（1999年7月 偕成社)
- 『羽の音』（2001年5月 理論社 / 2009年12月 ポプラ文庫）
- 『水の繭』（2002年7月 角川書店 / 2005年12月 角川文庫）
- 『チョコリエッタ』（2003年3月 角川書店 / 2009年3月 角川文庫）
- 『かなしみの場所』（2004年6月 角川書店 / 2015年2月 角川文庫）
- 『ちなつのハワイ』（2004年7月 教育画劇 / 2010年2月 ポプラ文庫ピュアフル）
- 『空はきんいろ　フレンズ』（2004年9月 偕成社 / 2008年5月 ピュアフル文庫）
- 『香港の甘い豆腐』（2004年10月 理論社 / 2011年6月 小学館文庫）
- 『ほどけるとける』（2006年7月 角川書店 / 2019年12月 角川文庫）
- 『虹色天気雨』（2006年10月 小学館 / 2009年1月 小学館文庫）
- 『青いリボン』（2006年11月 理論社 / 2011年12月 小学館文庫）
- 『ふじこさん』（2007年6月 講談社 / 2012年2月 講談社文庫）
  - ふじこさん（書き下ろし）
  - 夕暮れカメラ（『小説現代』2005年7月号）
  - 春の手品師（『文學界』1992年6月号）
- 『やがて目覚めない朝が来る』（2007年11月 ポプラ社 / 2015年1月 ポプラ文庫）
- 『すりばちの底にあるというボタン』（2009年2月 講談社）
- 『三人姉妹』（2009年4月 新潮社 / 2012年2月 新潮文庫）
- 『戦友の恋』（2009年11月 角川書店 / 2012年1月 角川文庫）
- 『ビターシュガー』（2010年6月 小学館 / 2011年10月 小学館文庫）
- 『ピエタ』（2011年2月 ポプラ社 / 2014年2月 ポプラ文庫）
- 『それでも彼女は歩きつづける』（2011年10月 小学館 / 2014年8月 小学館文庫）
- 『ゼラニウムの庭』（2012年9月 ポプラ社 / 2015年12月 ポプラ文庫）
- 『三月』（2013年9月 光文社 / 2017年2月 ポプラ文庫）
- 『ワンナイト』（2014年3月 幻冬舎）
- 『あなたの本当の人生は』（2014年10月 文藝春秋 / 2017年10月 文春文庫）
- 『空に牡丹』（2015年9月 小学館 / 2019年6月 小学館文庫）
- 『ツタよ、ツタ』（2016年10月 実業之日本社 / 2019年12月 小学館文庫）
- 『モモコとうさぎ』（2018年2月 KADOKAWA / 2021年1月 角川文庫）
- 『渦 妹背山婦女庭訓 魂結び』（2019年3月 文藝春秋 / 2021年8月 文春文庫）
- 『結 妹背山婦女庭訓 波模様』（2021年8月 文藝春秋）
- 『たとえば、葡萄』（2022年9月 小学館）

## 映像化作品

### 映画
- チョコリエッタ（2015年1月17日公開、監督：風間志織、主演：森川葵、菅田将暉）

### テレビドラマ
- ビターシュガー（2011年10月18日～12月20日、NHK、主演：りょう）

### 演劇
- ピエタ